# Leny Poppe-de Looff
Lena Cornelia (Leny) Poppe-de Looff (Vlissingen, 18 maart 1950) is een Nederlands politicus van het CDA en voormalig bestuurder. Van 2007 tot juli 2019 was zij burgemeester van de gemeente Zundert.
Vanaf 1969 tot 1990 zat ze in het onderwijs; als kleuterleidster en als lerares in het basisonderwijs maar ook acht jaar als leidinggevende. De laatste vier jaar daarvan was ze daarnaast gemeenteraadslid in haar geboorteplaats Vlissingen. In 1990 werd ze daar de eerste vrouwelijke wethouder en tot 2006 zou ze die functie blijven vervullen met in haar portefeuille onder andere ruimtelijke ordening, welzijn, economie en stadsvernieuwing. Na een halfjaar sabbatical solliciteerde ze naar het burgemeesterschap van de Noord-Brabantse gemeente Zundert waar Poppe-de Looff in maart 2007 benoemd werd.